# James Graham, III duca di Montrose
James Graham, duca di Montrose (8 settembre 1755 – 30 dicembre 1836), è stato un politico scozzese.

## Biografia
Era il figlio di William Graham, II duca di Montrose, e di Lady Lucy, figlia di John Manners, II duca di Rutland.

## Carriera
È stato un deputato per Richmond nel 1780, e per Great Bedwyn (1784-1790), quando successe al padre nel ducato. Ha servito come un Lord Tesoriere (1783-1789), e come co- Tesoriere (1789-1791). È stato nominato Consigliere Privato e Vicepresidente del Board of Trade nel 1789. È stato Magister equitum (1790-1795 e 1807-1821), il commissario per l'India (1791-1803), Lord Justice generale di Scozia (1795-1836), Presidente del Board of Trade (1804-1806), Lord Chamberlain dal 1821 al 1827 e dal 1828 al 1830.
Venne nominato cavaliere del Cardo nel 1793, dimettendosi nel 1812, quando venne nominato cavaliere della Giarrettiera. Fu rettore dell'Università di Glasgow (1780-1836), Lord Luogotenente d' Huntingdonshire (1790-1793), Lord Luogotenente di Stirlingshire dal 1795 fino alla sua morte, e Lord Luogotenente di Dumbartonshire dal 1813 fino alla sua morte.

## Matrimonio
Nel 1785 sposò Lady Elizabeth Jemima, figlia di John Ashburnham, II conte di Ashburnham. Elizabeth morì nel 1786 di parto, all'età di 24 anni.
Nel 1790 sposò Lady Caroline Mary, figlia di George Montagu, IV duca di Manchester. Ebbero molti figli.

## Morte
Morì nel dicembre 1836, all'età di 81 anni. Sua moglie morì nel marzo del 1847, all'età di 76 anni.